# Hotonnes

Hotonnes este o comună în departamentul Ain din estul Franței.